# Flavius Philostratos
Flavius Philostratos (* um 165/170; † zwischen 244 und 249) ist der bekannteste von vier als Philostratos von Lemnos bezeichneten griechischen Sophisten, die im 2. und 3. Jahrhundert lebten. In der Suda, einer byzantinischen Enzyklopädie, sind drei der vier angeführt, wobei Flavius Philostratos als „der Zweite“ bezeichnet wird.

## Leben
Flavius Philostratos wurde um 165/170 geboren. Seine Familie stammte von der Insel Lemnos, wo sie über Besitzungen verfügte. Die Familie der Philostratoi umfasste der modernen Forschung zufolge mehrere Personen. Dazu gehört der Vater des Flavius Philostratos, der Sophist selbst (der zweite Philostratos in der Suda), ein Verwandter von ihm (genannt „der Lemnier“), ein Philostratos der Jüngere (wohl der Verfasser des zweiten Werks über Bildbeschreibungen, siehe Werksabschnitt) und Philostratos von Athen, ein Geschichtsschreiber aus der Zeit der Reichskrise des 3. Jahrhunderts (wohl identisch mit dem Archon Lucius Flavius Philostratos).
Flavius Philostratos scheint zumindest einen Teil seiner Jugend auf Lemnos verbracht zu haben. Sein Vater hieß Philostratos Veros und besaß – wie damals alle Lemnier – das athenische Bürgerrecht. In Athen erhielt Flavius Philostratos seine Ausbildung. Sein Lehrer war Proklos von Naukratis; wahrscheinlich studierte er außerdem auch bei Damianos von Ephesos, Hippodromos von Larissa (Hippodromos von Thessalien) und Antipatros von Hierapolis (Publius Aelius Antipater). Der Suda zufolge machte er in Athen und Rom als Redner und Lehrer Karriere. Wahrscheinlich ist Philostratos „der Zweite“ mit dem Sophisten Flavius Philostratos gleichzusetzen, den die Stadt Athen mit einer Statue in Olympia ehrte. In Inschriften aus dem frühen 3. Jahrhundert (200/201 bis 210/211) ist ein L. Flavius Philostratus als Hopliten-General belegt, was in dieser Zeit die städtische Amtsbezeichnung für den Aufseher über die Nahrungsmittelversorgung war; es ist unsicher, ob damit der Sophist gemeint ist.
Um 205/207 fand Philostratos in Rom Zugang zum Hof des Kaisers Septimius Severus, wo er die Gunst der Kaiserin Julia Domna erlangte. Offenbar pflegte er die Kaiserin auf ihren Reisen zu begleiten: 212 oder 213 ist er in Gallien in ihrer Umgebung bezeugt, vermutlich war er auch 214–217 an ihrem Hof, als sie sich während des Partherkriegs ihres Sohnes, des Kaisers Caracalla, im Osten des Reichs aufhielt. Sie residierte in der syrischen Großstadt Antiocheia. Nach Julias Tod im Jahr 217 zog er sich wohl nach Athen zurück; dort verbrachte er offenbar seine letzten Lebensjahre als Rhetoriklehrer. Er starb der Suda zufolge in der Regierungszeit des Kaisers Philippus Arabs (244–249).
Flavius Philostratos war mit einer Frau namens Aurelia Melitine verheiratet und hatte mit ihr zwei Söhne, von denen einer – ebenso wie weitere Verwandte – senatorischen Ranges war.

## Werke
Philostratos schrieb in griechischer Sprache folgende Werke:
- eine Lebensbeschreibung des Neupythagoreers Apollonios von Tyana (Ta es ton Tyanéa Apollṓnion, lateinisch Vita Apollonii) in acht Büchern, die Philostratos im Zeitraum 217–238 vollendete. Damit erfüllte er einen Auftrag der damals bereits verstorbenen Kaiserin Julia Domna. Seine Darstellung hat das Bild des Apollonios bis in die Gegenwart geprägt. Sie enthält zwar Informationen aus älteren, verlorenen Schriften, ist aber romanhaft angelegt, und ihre Glaubwürdigkeit wird von der modernen Forschung in vieler Hinsicht bestritten. Ihre chronologischen Angaben weichen stark von der Wirklichkeit ab, und eine wichtige Quelle, auf die sich Philostratos beruft, das Tagebuch des Damis, ist eine literarische Fiktion. Ein zentrales Anliegen des Philostratos ist es, Apollonios nicht als Magier, sondern als weisen Philosophen erscheinen zu lassen, der die Welt von Spanien bis Äthiopien und Indien bereist und dem tyrannischen Kaiser Domitian furchtlos entgegentritt.

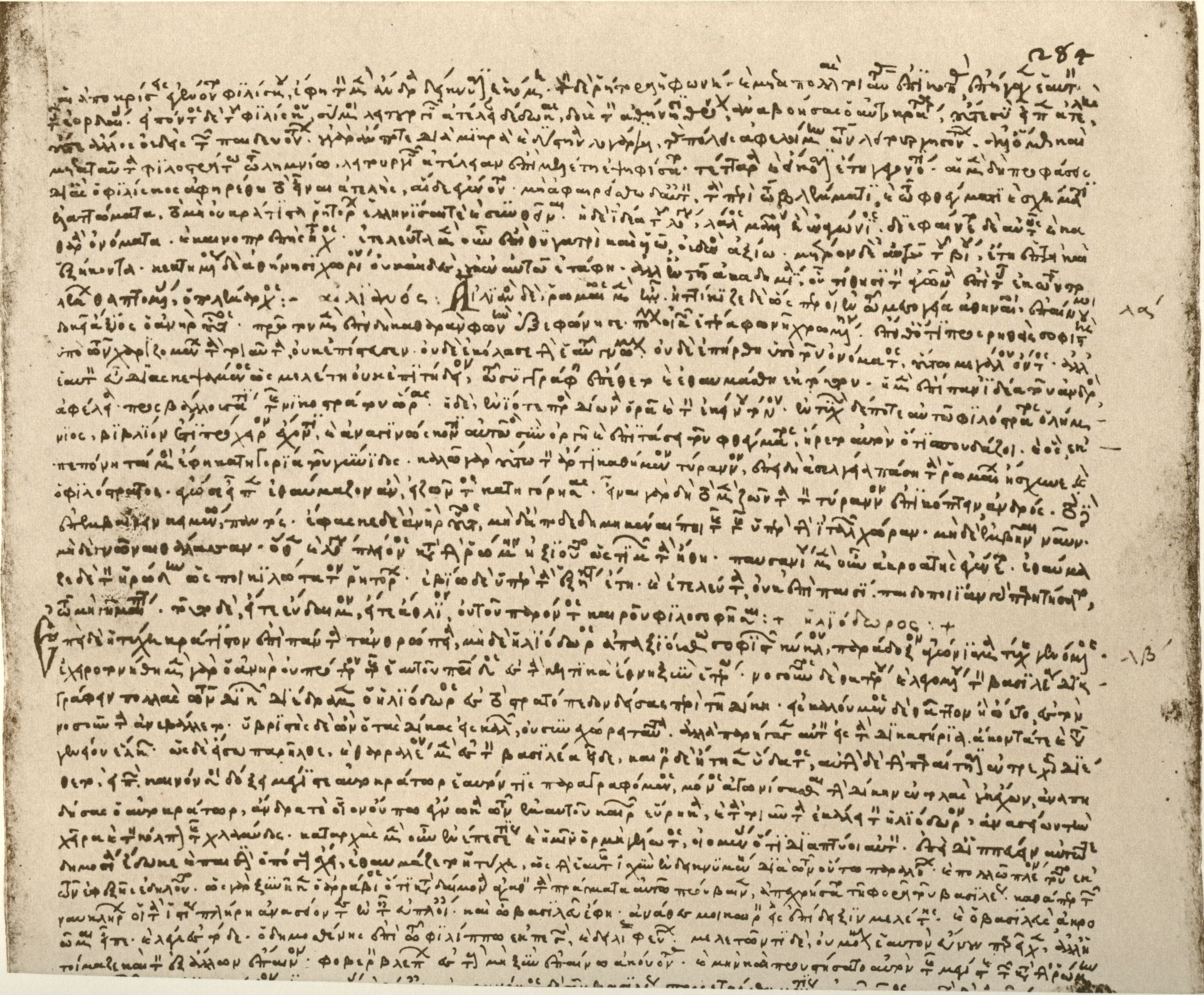
Flavius Philostratos, Vitae sophistarum in der 1269/1270 geschriebenen Handschrift Rom, Biblioteca Apostolica Vaticana, Vaticanus graecus 64, fol. 284r

- Lebensbeschreibungen der Sophisten (Bíoi sophistōn, lateinisch Vitae sophistarum) in zwei Büchern, 242/243 dem Kaiser Gordian III. gewidmet.[4] Das Werk enthält 59 Biographien, von denen die meisten bedeutende griechische Sophisten der römischen Kaiserzeit zum Thema haben, die im Zeitraum von Kaiser Nero bis zur Gegenwart des Autors lebten – eine Epoche, für die Philostratos den Begriff der „Neuen“ oder „Zweiten“ Sophistik prägte. Daneben werden auch zehn „klassische“ Sophisten des 5. und 4. Jahrhunderts v. Chr. sowie acht Philosophen, die Philostratos zu den Sophisten zählte, vorgestellt. Das Werk ist als kultur- und sozialgeschichtliche Quelle von hohem Wert.
- Über die Gymnastik (Gymnastikós, lateinisch Gymnasticus), eine historische und protreptische Darstellung der griechischen Athletik und insbesondere der Olympischen Spiele. Dieses Werk vollendete Philostratos wahrscheinlich nach 219. Seine Verfasserschaft ist nicht gesichert, aber sehr wahrscheinlich. Es gilt als eines der Basiswerke der Bewegungstherapie.[5]
- Über Heroen (Hērōikós, lateinisch Heroicus), ein nach 213 entstandener Dialog zwischen einem phönizischen Matrosen und einem Weinhändler. Die Zuschreibung an Philostratos ist plausibel, aber nicht gesichert. Der Weinhändler berichtet von seiner Begegnung mit Geistern von Helden des Trojanischen Krieges. Dieser Rahmen gestattet es dem Autor, eine von Homers Ilias abweichende Darstellung der mythischen Vorgänge zu bieten; an einer Stelle („Gesang des Achilleus“) fügt er sogar eigene Verse ein.

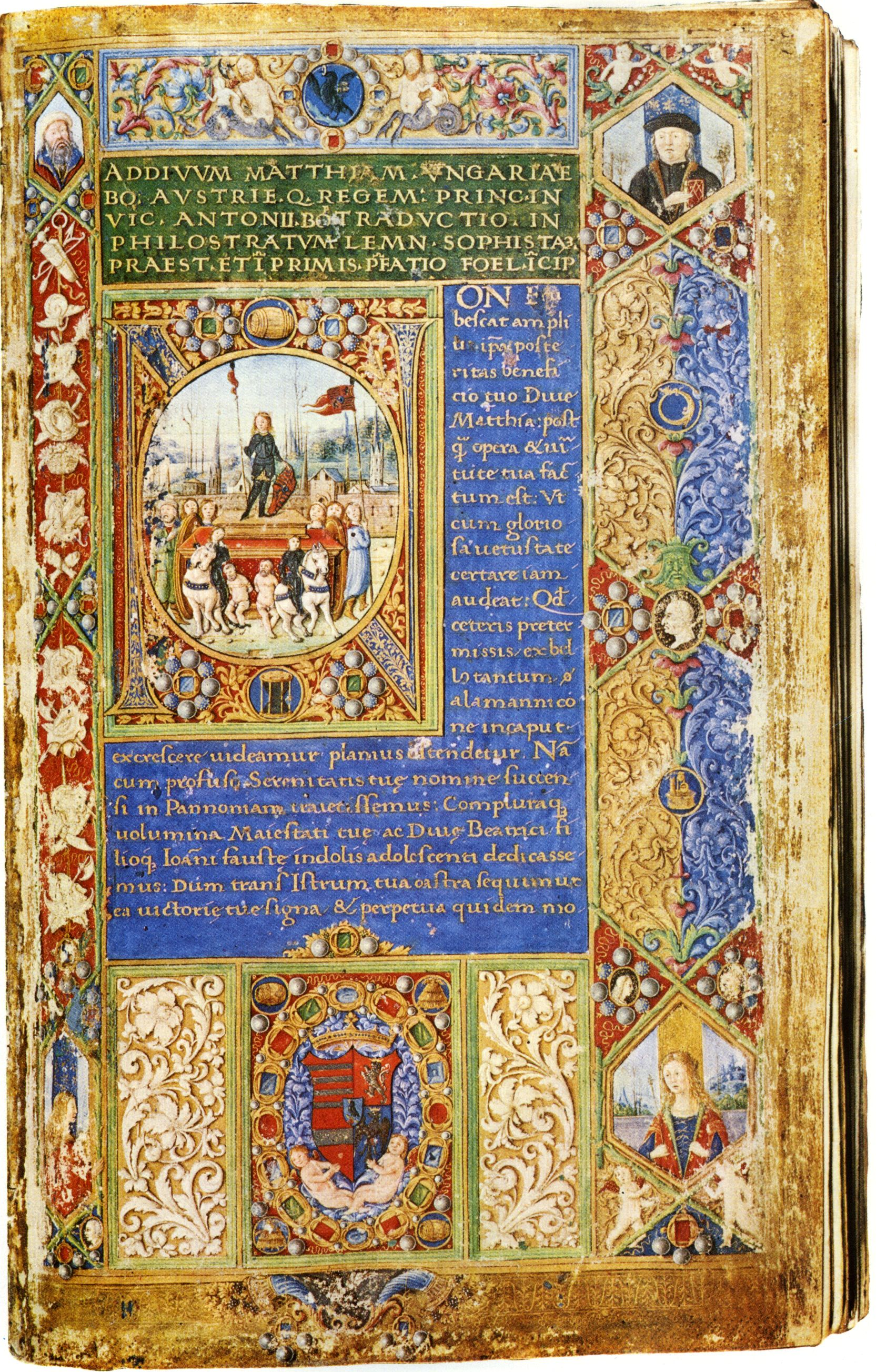
Werke des Philostratos in der von Antonio Bonfini angefertigten lateinischen Übersetzung. Die Handschrift wurde zwischen 1487 und 1490 in Florenz für König Matthias Corvinus geschrieben und illuminiert. Schrift: Humanistische Rotunda. Budapest, Széchényi-Nationalbibliothek, Cod. Lat. 417, fol. 2r

- Bildbeschreibungen (Eikónes, lateinisch Imagines), eine Sammlung von Beschreibungen von Gemälden meist mythischen Inhalts, die sich in einer Galerie in einem Vorort von Neapel befanden. Ob Philostratos „der Zweite“ tatsächlich der Verfasser ist, ist unsicher. Außer der ihm zugeschriebenen Sammlung von Bildbeschreibungen gibt es noch eine weitere, deren Verfasser ein anderer, jüngerer Philostratos war, der sich als Enkel des Autors der ersten Sammlung bezeichnet.
- eine kurze Abhandlung (Diálexis) über das Verhältnis von Natur und Kultur, die als Dialexis II bezeichnet wird. Eine andere Abhandlung (Dialexis I) handelt vom Briefstil und stammt wohl von einem gleichnamigen Neffen des Philostratos. Der Suda zufolge schrieb Philostratos „der Zweite“ noch weitere Abhandlungen; offenbar stellte er seine Abhandlungen (Dialéxeis) in einer Sammlung zusammen.
- eine Sammlung von 73 Briefen, darunter 58 Liebesbriefe. Die Namen der jungen Empfänger bzw. Empfängerinnen der Liebesbriefe bleiben bis auf drei ungenannt. Von den nichterotischen Briefen, deren Echtheit teilweise unsicher ist, ist einer (Brief 73) an die Kaiserin Julia Domna gerichtet. Die früher bezweifelte Echtheit des Briefs an die Kaiserin gilt heute als gesichert.[6] In dem Brief verteidigt Philostratos die Sophisten: Platon habe sie nicht beneidet, sondern von ihnen gelernt und ihnen nachgeeifert; die Kritik Plutarchs an den Sophisten sei abzuweisen.
- Nero (Nérōn), ein Dialog, in dem sich der stoische Philosoph Gaius Musonius Rufus mit einem Gesprächspartner namens Menekrates über das gescheiterte Vorhaben Kaiser Neros, den Isthmus von Korinth zu durchstechen, unterhält. Ferner ist von Neros Griechenlandreise, seinem künstlerischen Ehrgeiz und seinem Muttermord die Rede. Die Suda schreibt das Werk einem anderen Philostratos zu, doch stammt es wahrscheinlich von Philostratos „dem Zweiten“.
- Die Suda schreibt Philostratos „dem Zweiten“ auch Epigramme zu. Nur eines davon kann mit einiger Wahrscheinlichkeit identifiziert werden. Es war für eine Statue oder bildliche Darstellung des Telephos bestimmt und ist in der Anthologia Planudea des Maximus Planudes überliefert.[7]

## Ausgaben und Übersetzungen
Briefe
- Allen Rogers Benner, Francis H. Fobes (Hrsg.): The Letters of Alciphron, Aelian and Philostratus. Harvard University Press, Cambridge (Mass.) 1979, ISBN 0-434-99383-2 (Nachdruck der Ausgabe von 1949; enthält S. 385–545 den griechischen Text mit englischer Übersetzung)
- Kai Brodersen (Hrsg.): Philostratos: Erotische Briefe. Marix, Wiesbaden 2017, ISBN 978-3-7374-1071-7 (zweisprachige Ausgabe mit Einleitung)

Dialexis II
- Philostratos: Dialexis 2. In: Ewen Bowie, Jaś Elsner (Hrsg.): Philostratus. Cambridge University Press, Cambridge 2009, ISBN 978-0-521-82720-1, S. 356–357 (griechischer Text), 42–43 (englische Übersetzung)

Gymnasticus
- Julius Jüthner (Hrsg.): Philostratos über Gymnastik. Grüner, Amsterdam 1969 (Nachdruck der Ausgabe Leipzig 1909; kritische Edition mit Übersetzung und Kommentar)
- Kai Brodersen (Hrsg.): Philostratos: Sport in der Antike (Peri Gymnastikes / Über das Training). Marix, Wiesbaden 2015, ISBN 978-3-7374-0961-2 (zweisprachige Ausgabe mit Einleitung)

Heroicus
- Ludo de Lannoy (Hrsg.): Flavii Philostrati Heroicus. Teubner, Leipzig 1977 (kritische Edition)
- Andreas Beschorner (Hrsg.): Helden und Heroen, Homer und Caracalla. Levante editori, Bari 1999 (enthält den griechischen Text der kritischen Edition von Lannoy mit deutscher Übersetzung und Kommentar)
- Peter Grossardt: Einführung, Übersetzung und Kommentar zum Heroikos von Flavius Philostrat. 1. Teilband: Einführung und Übersetzung. 2. Teilband: Kommentar. Schwabe, Basel 2006, ISBN 978-3-7965-2203-1
- Simone Follet (Hrsg.): Philostrate: Sur les héros. Les Belles Lettres, Paris 2017, ISBN 978-2-251-00617-8 (kritische Edition mit französischer Übersetzung)

Imagines (Eikones)
- Otto Schönberger (Hrsg.): Philostratos: Die Bilder. 2. Auflage, Königshausen & Neumann, Würzburg 2004, ISBN 3-8260-2359-5 (griechischer Text mit deutscher Übersetzung)

Vita Apollonii
- Gerard Boter (Hrsg.): Flavius Philostratus. Vita Apollonii Tyanei. (Bibliotheca scriptorum Graecorum et Romanorum Teubneriana, 2043). De Gruyter, Berlin 2022 (kritische Ausgabe des griechischen Texts)
- Vroni Mumprecht (Hrsg.): Philostratos: Das Leben des Apollonios von Tyana. De Gruyter, Berlin 2014 (Erstveröffentlichung 1983), ISBN 978-3-11-036115-5 (griechischer Text mit deutscher Übersetzung)

Vitae sophistarum
- Rudolf S. Stefec (Hrsg.): Flavii Philostrati vitas sophistarum, ad quas accedunt Polemonis Laodicensis declamationes quae exstant duae, recognovit [...] Rudolf S. Stefec. Clarendon Press, Oxford 2016, ISBN 978-0-19-872370-7 (kritische Edition)
- Kai Brodersen (Hrsg.): Philostratos: Leben der Sophisten. Marix, Wiesbaden 2014, ISBN 978-3-86539-368-5 (griechischer Text mit deutscher Übersetzung)